# Jubileumpark

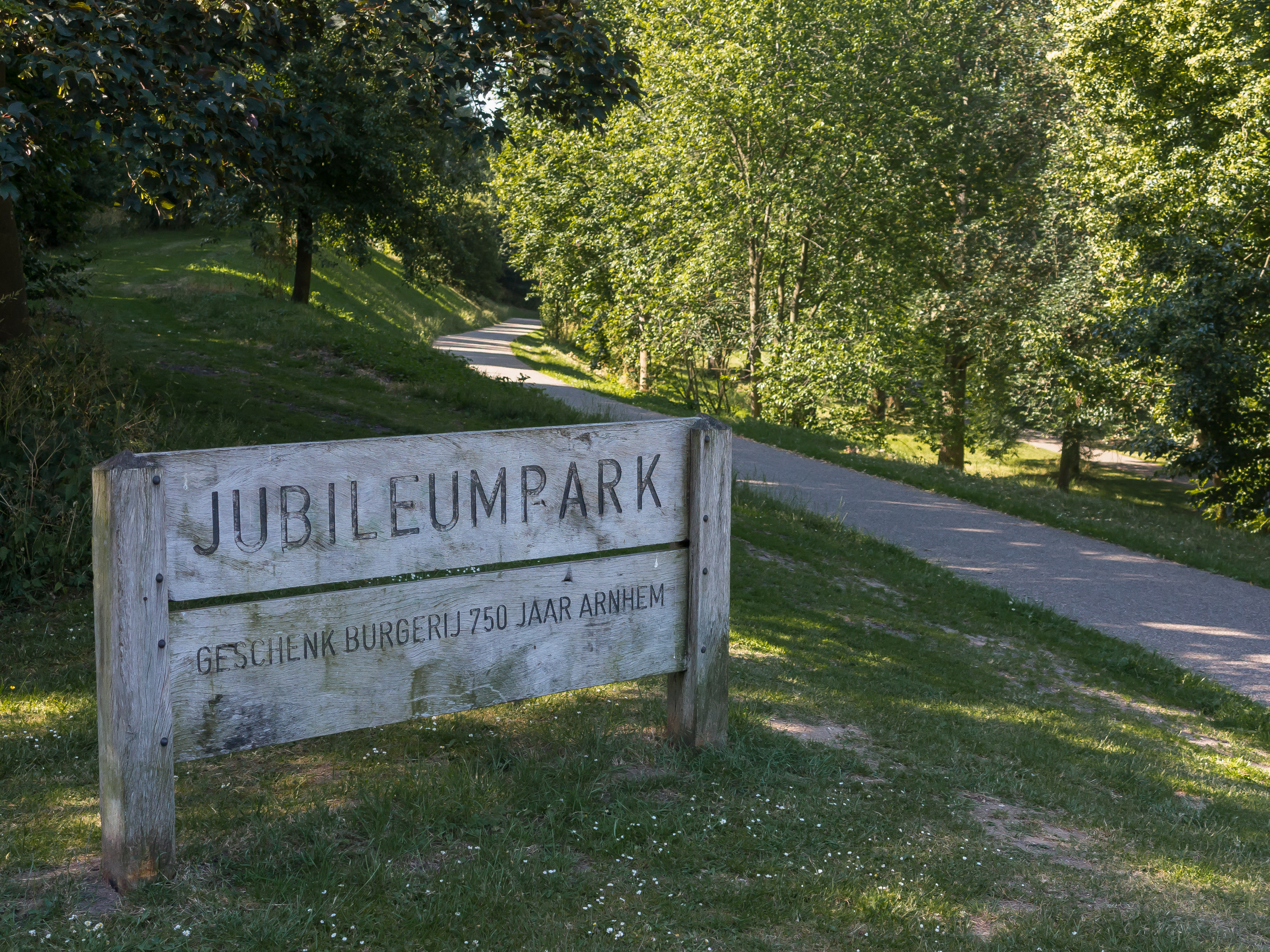
Ingang Jublieumpark

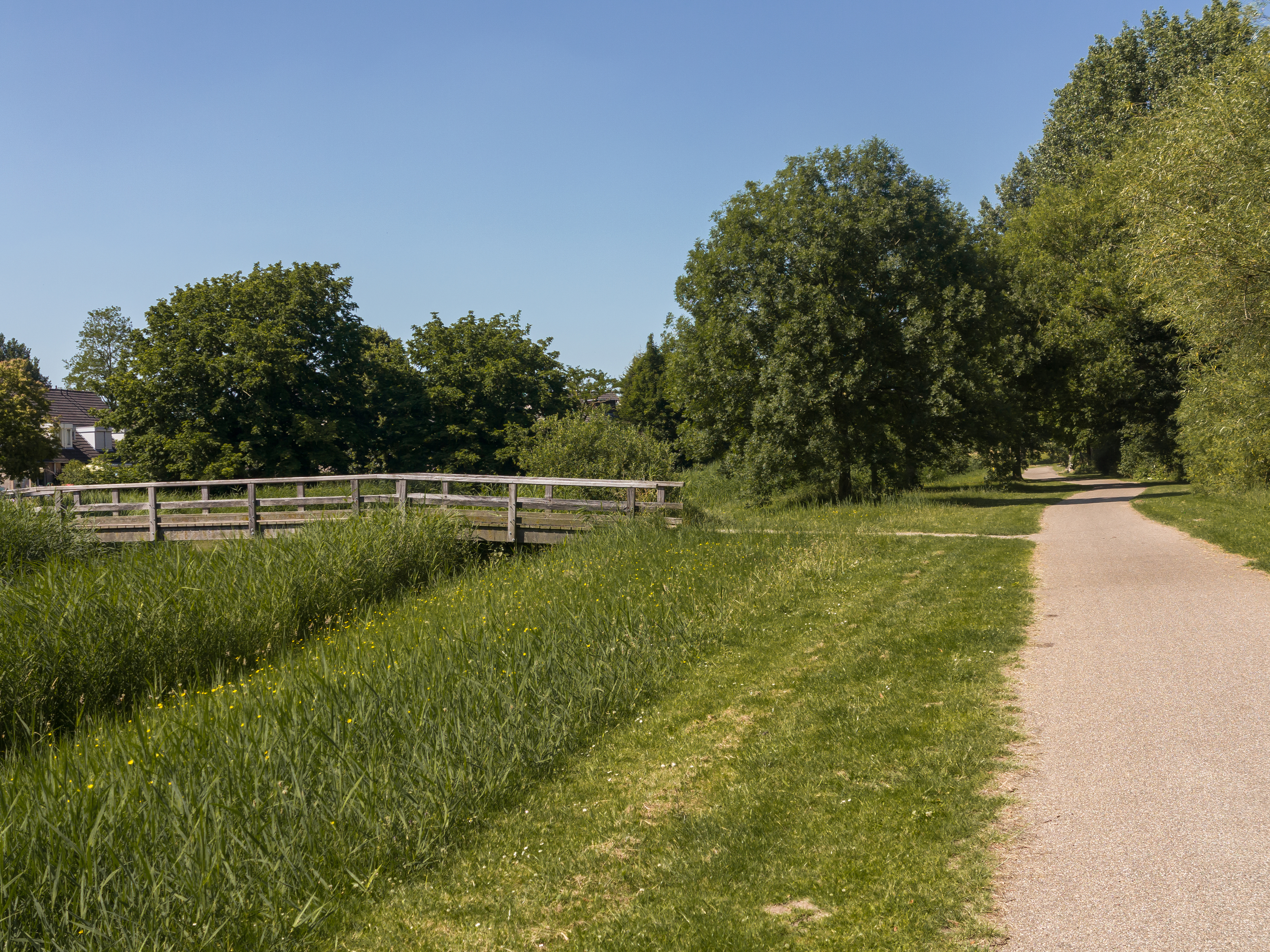
Houten brug in het Jublieumpark

Het Jubileumpark is een park in het zuiden van de Nederlandse stad Arnhem. Het ligt tussen de wijk De Laar Oost en de A325. Het park is een geschenk van de burgerij van Arnhem bij het 750-jarig bestaan van de stad in 1983.
Het Jubileumpark ligt op een gedeelte van de defensiedijk die deel uitmaakte van de IJssellinie. Door deze dijk en het blokkeren van de Rijn bij Arnhem en de Waal bij Nijmegen door middel van pontons, kon de Over-Betuwe ten oosten van de dijk worden geïnundeerd. In het zuiden van het park, op de grens tussen Arnhem en Elst, staat een beeld van kunstenaar Gerard Walraeven.
Naar aanleiding van een ongeval eind 2013 waarbij een kleuter om het leven kwam zijn er bosschages aangeplant tussen het park en de snelweg.
Park Angerenstein · Bronbeek · Gulden Bodem · Hoogte 80 · Immerloopark · Jubileumpark · Park Klarenbeek · Lichtenbeek en Boschveld · Mariëndaal · Stadsblokken-Meinerswijk · Moscowa · Onderlangs · Park Presikhaaf · Park Sonsbeek · Warnsborn · Westerheide · Park Westerveld · Park Zypendaal